# Ludy Langer
Ludwig Ernest Frank "Ludy" Langer (Los Angeles, Califòrnia, 22 de gener de 1893 – Los Angeles, 5 de juliol de 1984) va ser un nedador estatunidenc que va competir a començament del segle xx.
El 1920 va prendre part en els Jocs Olímpics d'Anvers, on va disputar dues proves del programa de natació. En els 400 metres lliures guanyà la medalla de plata, mentre en els 1.500 metres lliures quedà eliminat en sèries.
El 1915 i 1916 guanyà els campionats nacionals de l'Amateur Athletic Union (AAU) de 440 i 880 iardes i la milla. El 1921 guanyà el seu setè i darrer títol nacional en 440 iardes en superar a Johnny Weissmuller. El 1916 va posseir els rècords mundials de 440 iardes, 880 iardes i una milla, però no va poder competir als Jocs Olímpics de 1916 per culpa de l'esclat de la Primera Guerra Mundial.
El 1988 fou inclòs a l'International Swimming Hall of Fame.